# Miyuki Kobayashi (Kanutin)
Miyuki Kobayashi (jap. 小林 美幸, Kobayashi Miyuki; * 10. November 1967) ist eine ehemalige japanische Kanusportlerin. Sie trat 1988 mit Harumi Nakazato und 1992 mit Keiko Muto für Japan im Zweier-Kajak über die 500-m-Strecke bei den Olympischen Spielen an, kam aber jeweils nicht in die Endläufe.